# Epitranus subplanus
Epitranus subplanus är en stekelart som beskrevs av Boucek 1982. Epitranus subplanus ingår i släktet Epitranus och familjen bredlårsteklar.
Artens utbredningsområde är Filippinerna. Inga underarter finns listade i Catalogue of Life.